# Franz von Klenck
Franz Karl Burkhard von Klenck (* 26. April 1927 in Otterndorf; † 12. September 1958 in Köln) war ein deutscher Jazz- und Unterhaltungsmusiker (Altsaxophon).

## Wirken
Klenck, der aus dem niedersächsischen Adel stammte, wurde 1949 von Kurt Edelhagen in dessen Orchester geholt, mit dem er zunächst auf zahlreichen Produktionen des Bayerischen Rundfunks und ab 1952 des Südwestfunks zu hören war. Für den Spiegel gehörten Klencks Darbietungen bereits 1952 zum „jazzmusikalisch Besten“, was es damals in Europa gab. 1953 wurde er als Teil der German All Stars auf dem Deutschen Jazzfestival gefeiert (EP-Mitschnitt von Telefunken, später auch auf CD von Bear Family). Als Solist wirkte er 1954 bei den Donaueschinger Musiktagen an der Uraufführung von Rolf Liebermanns Concerto for Jazzband and Symphonic Orchestra unter Hans Rosbaud mit. Mit dem Edelhagen-Orchester war er 1954 auch an Produktionen mit Mary Lou Williams und 1956 mit Miles Davis, Lester Young und dem Modern Jazz Quartet beteiligt. Er ist auch auf der EP Ein Gruß von Caterina Valente zu hören. Mit dem Orchester Kurt Edelhagen wechselte er 1957 zum WDR nach Köln, wo er ebenfalls an vielen Studio- und Plattenproduktionen der Band beteiligt war.
1958 stürzte sich Klenck aus dem Fenster seiner Kölner Wohnung und starb später 31-jährig in der Universitätsklinik. Seit 1957 war er verheiratet.
In seiner Geburtsstadt Otterndorf ist die Bon-Klenck-Straße nach ihm benannt.